# Hindupur
Hindupur è una suddivisione dell'India, classificata come municipality, di 125.056 abitanti, situata nel distretto di Anantapur, nello stato federato dell'Andhra Pradesh. In base al numero di abitanti la città rientra nella classe I (da 100.000 persone in su).

## Geografia fisica
La città è situata a 13° 49' 44 N e 77° 29' 36 E e ha un'altitudine di 620 m s.l.m..

## Società

### Evoluzione demografica
Al censimento del 2001 la popolazione di Hindupur assommava a 125.056 persone, delle quali 64.159 maschi e 60.897 femmine. I bambini di età inferiore o uguale ai sei anni assommavano a 16.026, dei quali 8.175 maschi e 7.851 femmine. Infine, coloro che erano in grado di saper almeno leggere e scrivere erano 77.525, dei quali 44.001 maschi e 33.524 femmine.